# No tengo tiempo
«No tengo tiempo» (también conocida como «Con los dedos de una mano») es el título de una canción del grupo español de tecno pop Azul y Negro, perteneciente a su álbum Digital, publicado en 1983. Fue la canción oficial de la Vuelta a España 1983.

## Detalles
En 1983, Televisión Española encomendó al dúo de tecno-pop Azul y Negro, considerado pionero del género en España, la composición del tema oficial de la Vuelta a España, que ya habían compuesto en 1982. La canción elegida fue «No tengo tiempo», que se convirtió en un gran éxito y fue rápidamente asociada con la carrera ciclista. «No tengo tiempo» alcanzó la categoría de superventas, y permaneció durante 21 semanas como el sencillo más vendido en España. Además, el 18 de junio de 1983, se convirtió en número uno de la lista de éxitos de Los 40 Principales.